# ريان بريت
ريان بريت (بالإنجليزية: Ryan Brett)‏ هو لاعب كرة قاعدة أمريكي، ولد في 9 أكتوبر 1991 في سياتل في الولايات المتحدة.

## وصلات خارجية
- ريان بريت على موقع دوري كرة القاعدة الرئيسي (الإنجليزية)
- ريان بريت على موقعبيزبول رفرنس.كوم (الدوري الرئيسي) (الإنجليزية)
- ريان بريت على موقعبيزبول رفرنس.كوم (الدوري الثانوي) (الإنجليزية)